# Enrique Martínez Moreno
Enrique Leopoldo Martínez Moreno (22 de abril de 1919 - 19 de octubre de 1991) fue un político uruguayo.

## Biografía
Hijo de Carlos Salvador Martínez y Dolores Francisca Moreno. Tuvo dos hermanos, Lola y Carlos. Casado con Mabel Balbuena, fue padre de cinco hijos: María del Huerto, Rafael, Alicia, Cristina y Carlos.
Inició su militancia en el seno del Partido Colorado. Se desempeñó como director del BHU. Fue electo diputado, reelecto varias veces; ocupó su banca entre 1955 y 1967. En su actuación parlamentaria cabe destacar la presentación de un proyecto de ley con el reconocimiento del genocidio armenio; tiempo después la ley fue aprobada, convirtiéndose Uruguay en el primer país en el mundo que reconoció esa masacre.
Se integró a la agrupación Lista 99, dirigida por Zelmar Michelini. En 1971 participó en la fundación del Frente Amplio. Integrado a la lista que encabezaba Hugo Batalla, fue electo senador para el periodo 1985-1990.
En la actualidad, una escuela en el departamento de Colonia lleva su nombre.